# Briñas
Briñas ist ein spanischer Ort und eine Gemeinde (Municipio) in der Region La Rioja mit 187 Einwohnern (Stand: 2024). Neben dem gleichnamigen Hauptort Briñas gehört die Ortschaft Cuzcurritilla zur Gemeinde.

## Lage
Briñas liegt etwa 35 Kilometer südsüdwestlich von Vitoria-Gasteiz und etwa 35 Fahrtkilometer westnordwestlich von Logroño in einer Höhe von 455 m. Der Ebro begrenzt die Gemeinde im Süden und Westen.

## Bevölkerungsentwicklung
| Jahr      | 1960 | 1970 | 1981 | 1991 | 2001 | 2011 | 2021 |
| Einwohner | 279  | 231  | 225  | 191  | 217  | 242  | 187  |

Infolge der Mechanisierung der Landwirtschaft und des daraus resultierenden geringeren Arbeitskräftebedarfs ist die Zahl der Einwohner seit der Mitte des 20. Jahrhunderts zurückgegangen.

## Sehenswürdigkeiten
- keltiberisches Heiligtum
- Kirche Mariä Himmelfahrt
- Christuskapelle

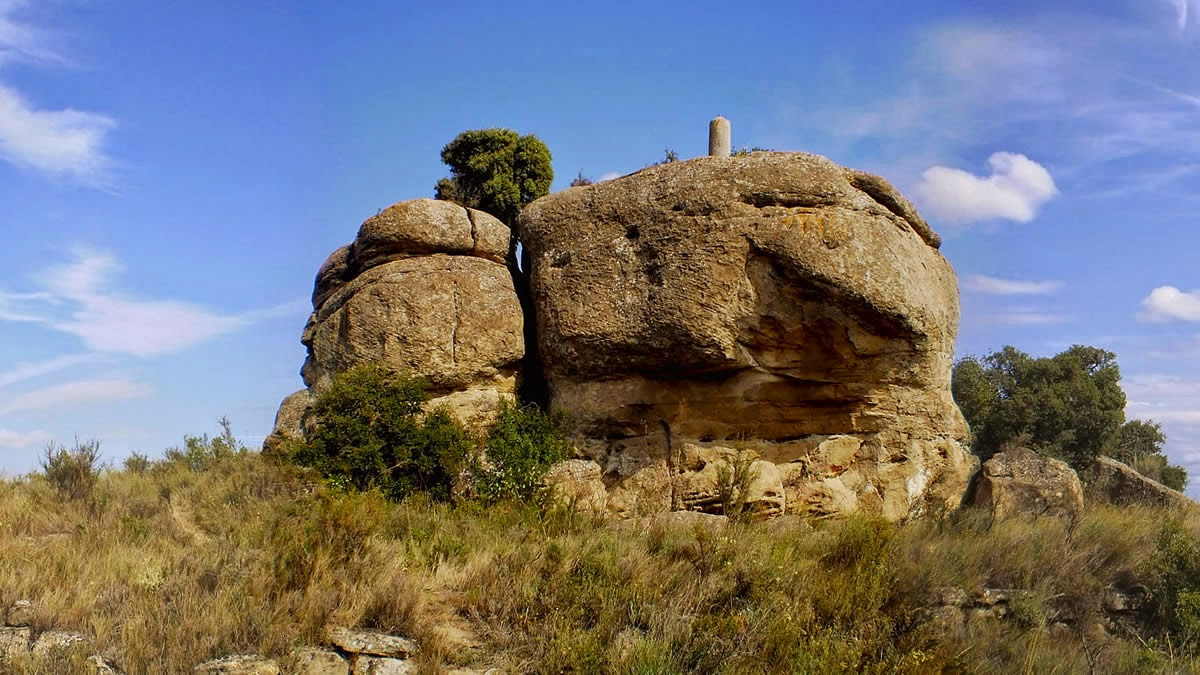
Keltiberisches Heiligtum
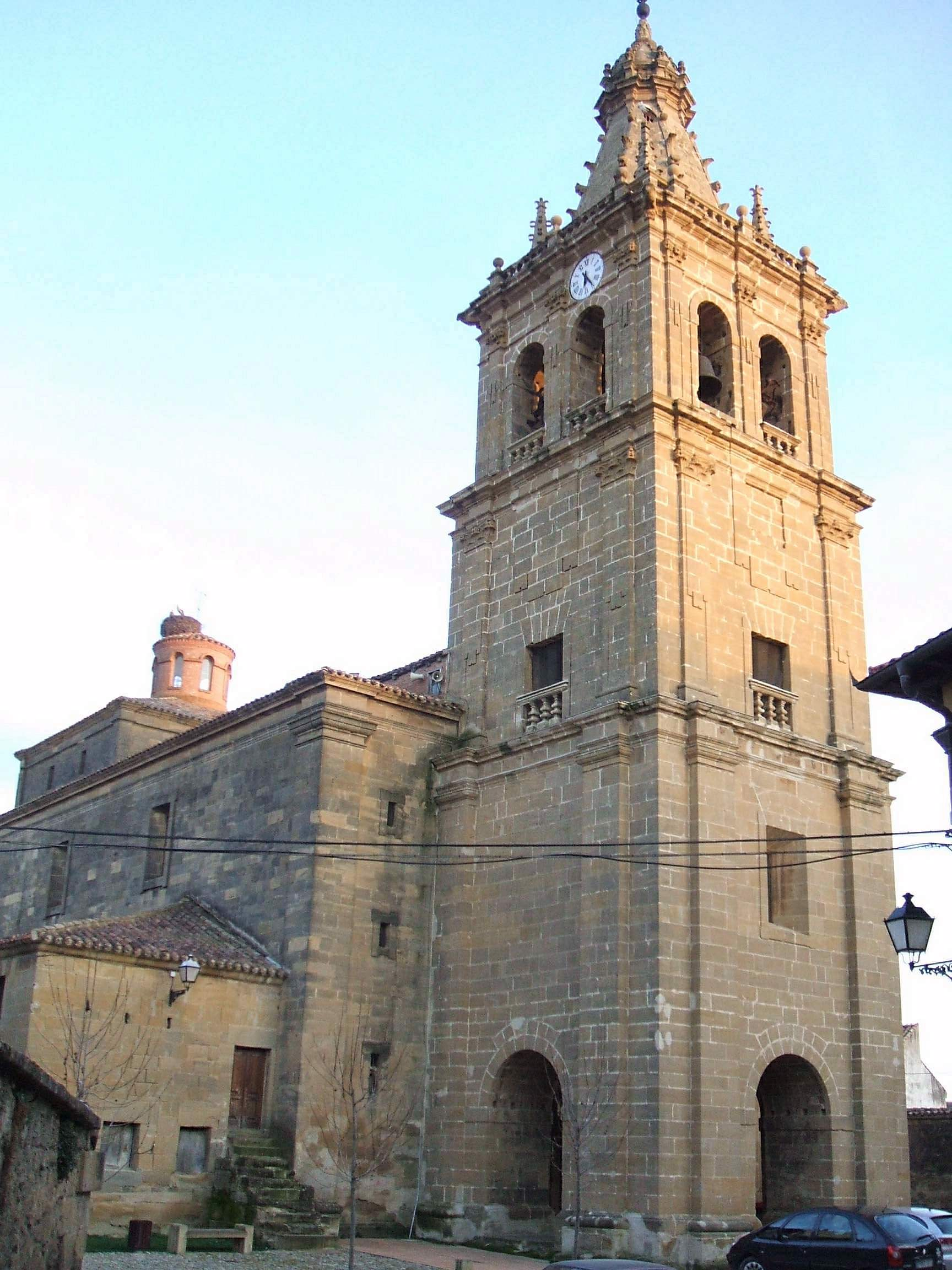
Kirche Mariä Himmelfahrt
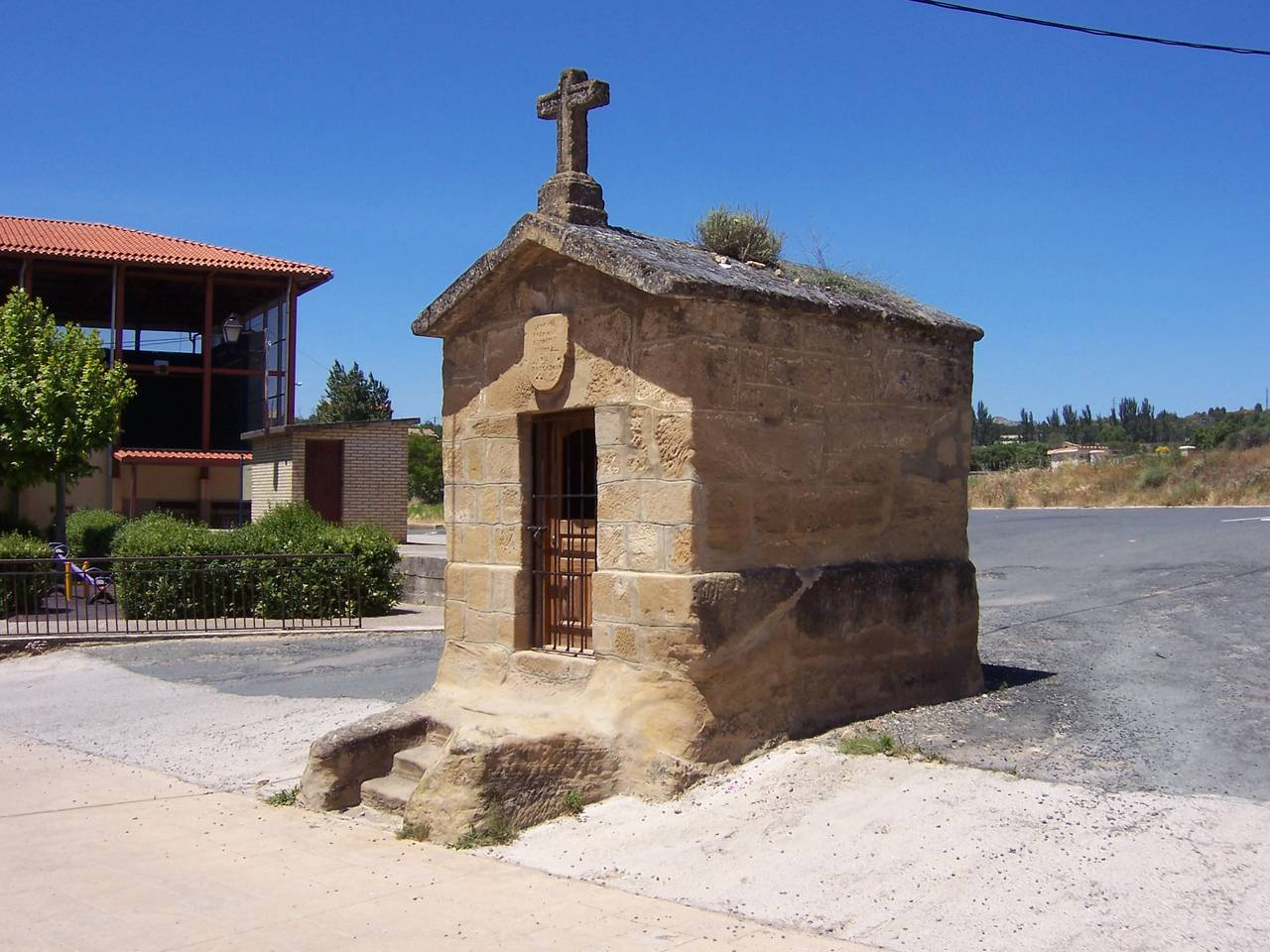
Christuskapelle